# マニュファクチャリング・コマーシャル・ビークルズ
マニュファクチャリング・コマーシャル・ビークルズ（英語: Manufacturing Commercial Vehicles, MCV、アラビア語: صناعة وسائل النقل、輸送産業）は、エジプトの貨物自動車、バスの製造開発を行う企業。カイロ近郊にあるカリュービーヤ県、オーブルに本社を構えており、シャルキーヤ県、エルサレヤの工場で生産が行われている。MCVは「ECHOLINE」「eVolution」「MCV」ブランド名での商標登録を行っている。また一部モデルでは「Mercedes-Benz MCV」ブランドとしての生産が行われている。

## 歴史
MCVはドイツの大手自動車メーカーであるダイムラーが、エジプトの自動車メーカーであったガブール・グループが所有していた2つの工場を購入したことにより1994年に設立された。また工場では年間6,000台のバスと1,200台のトラックが生産されている。

## 販売拠点
- キューバ - 1995年以降、MCVキューバはダイムラー車両の公式輸入業者であり、メルセデス・ベンツ唯一の正規販売店となっている[3]。
- アルジェリア - 2000年以降、正規輸入業者となっている[4]。
- アラブ首長国連邦 - 2002年からアブダビで販売を行っている。
- イギリスおよび北アイルランド - 2002年からイーリーで販売を行う。路線バス会社マーシャル・バス（英語版）に於いてMCV・バス・アンド・コーチ製のバスが採用されている。
- 南アフリカ - 2007年からケープタウンのパロウ（英語版）で販売を行う。コーチビルダーであったデ・ハンス・バス & コーチ（英語版）社を買収。年間生産能力150台。
- ウズベキスタン - 2010年に「UzAvtosanoat」との合弁会社が設立されたが、生産プロジェクトは延期されている。

## 製品

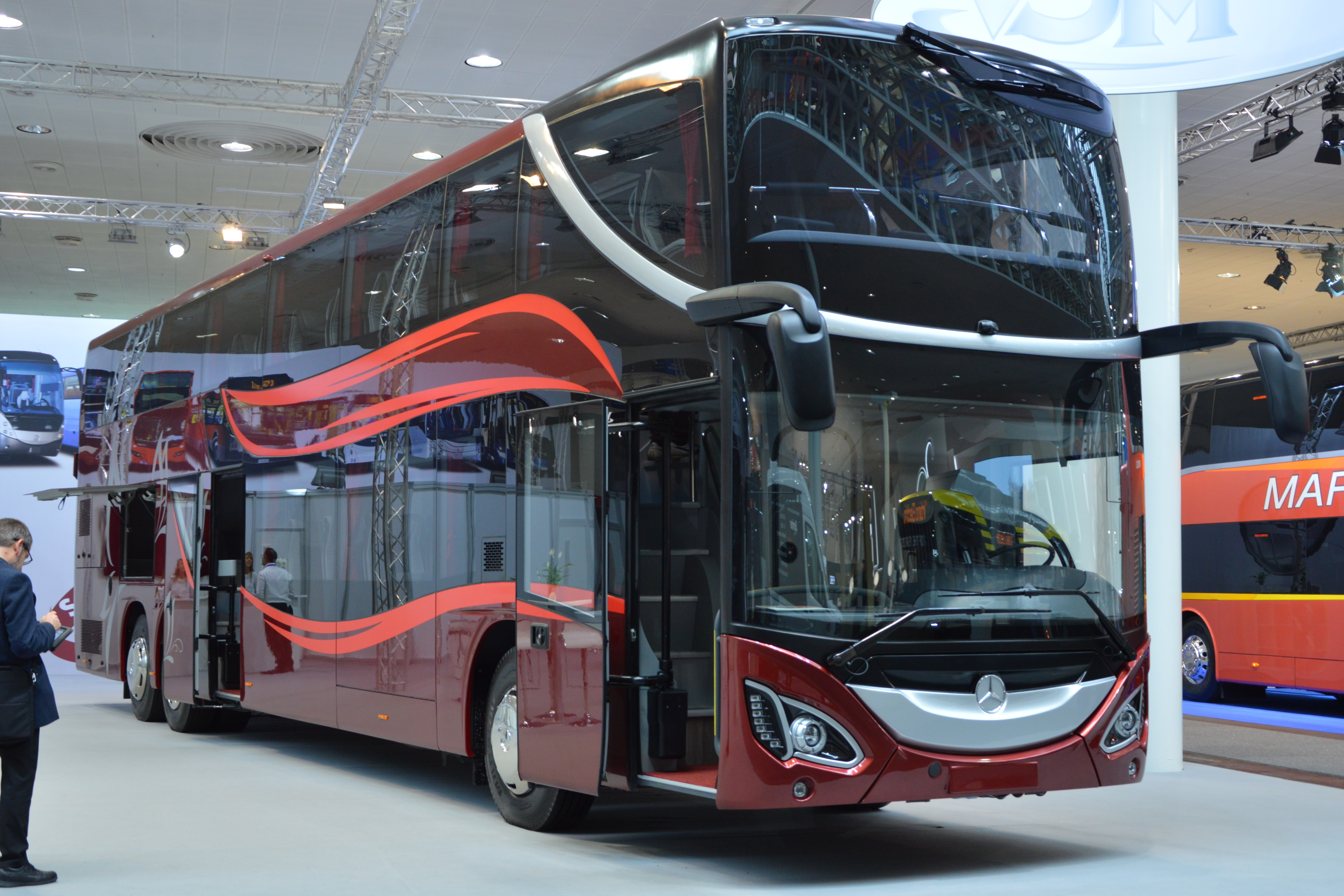
MCV800

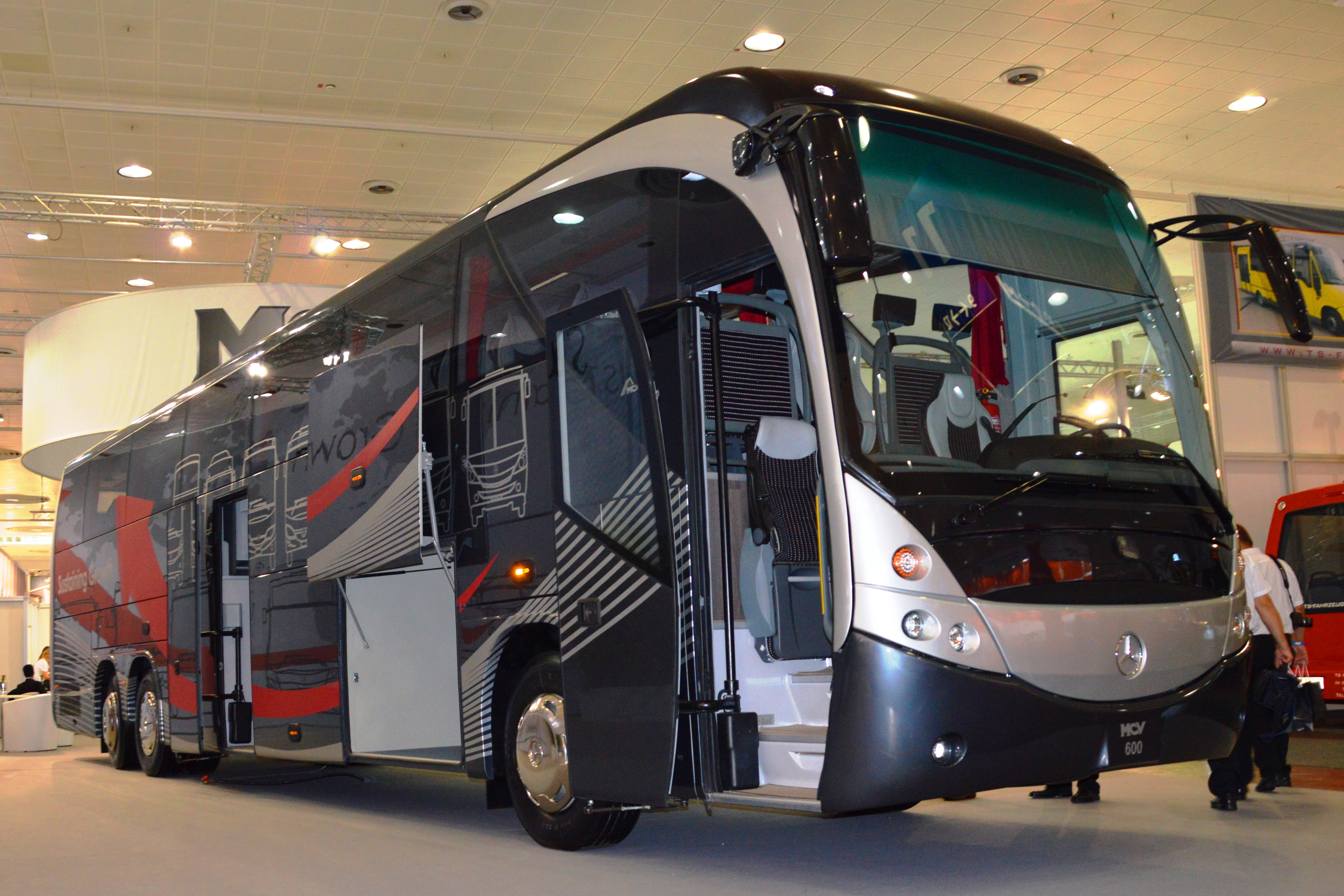
MCV600

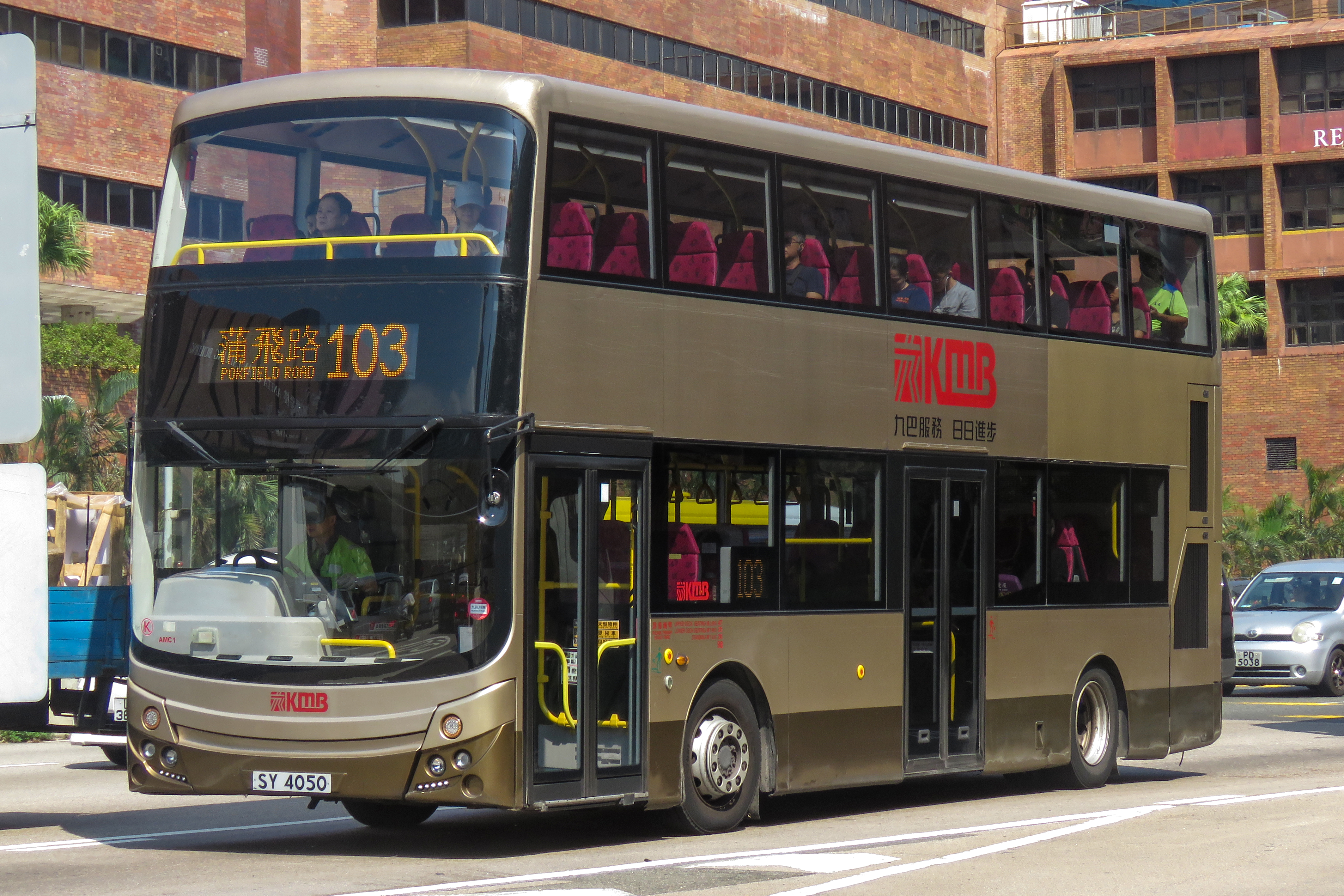
VLD DB300

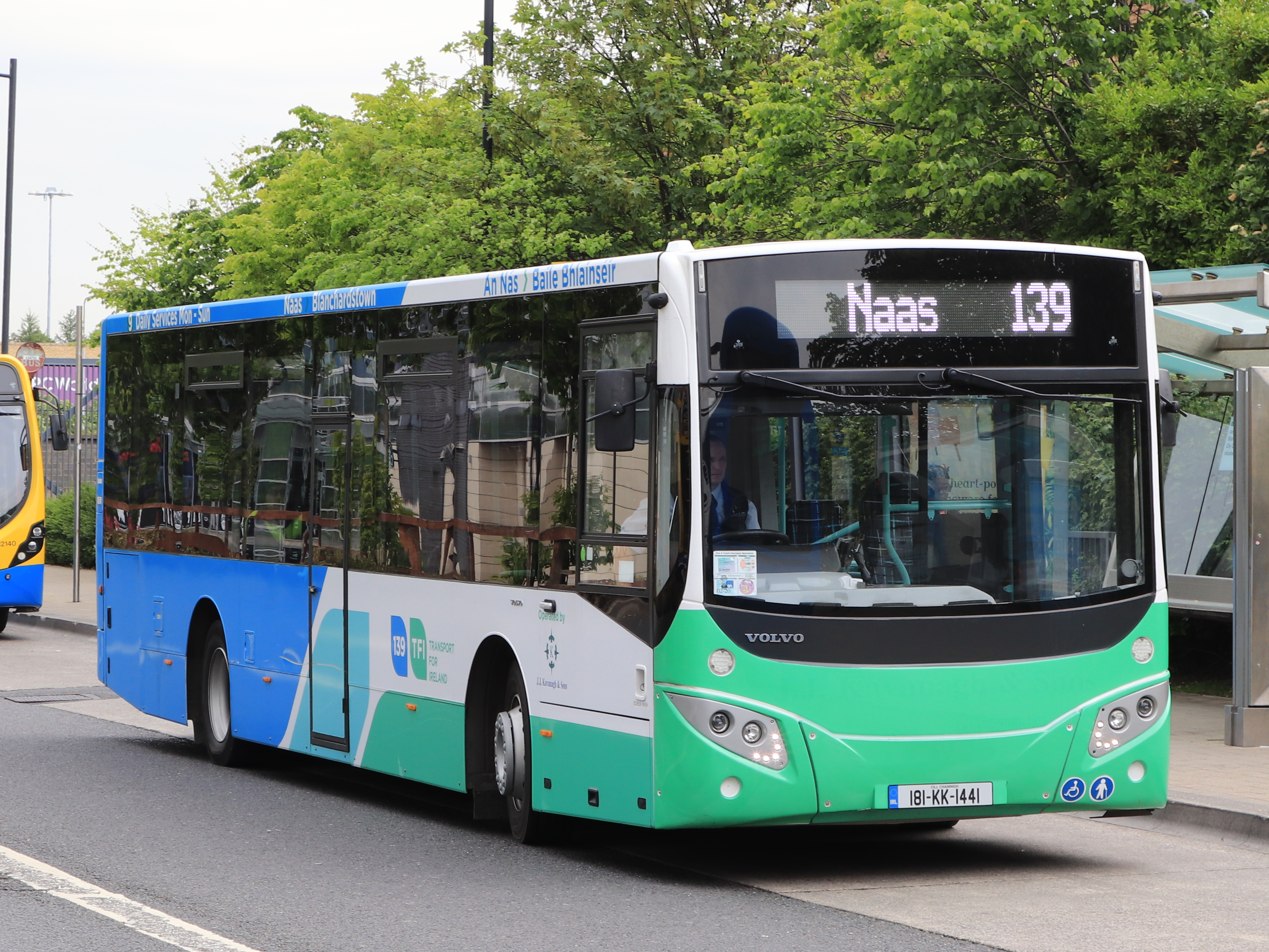
MCV Evora

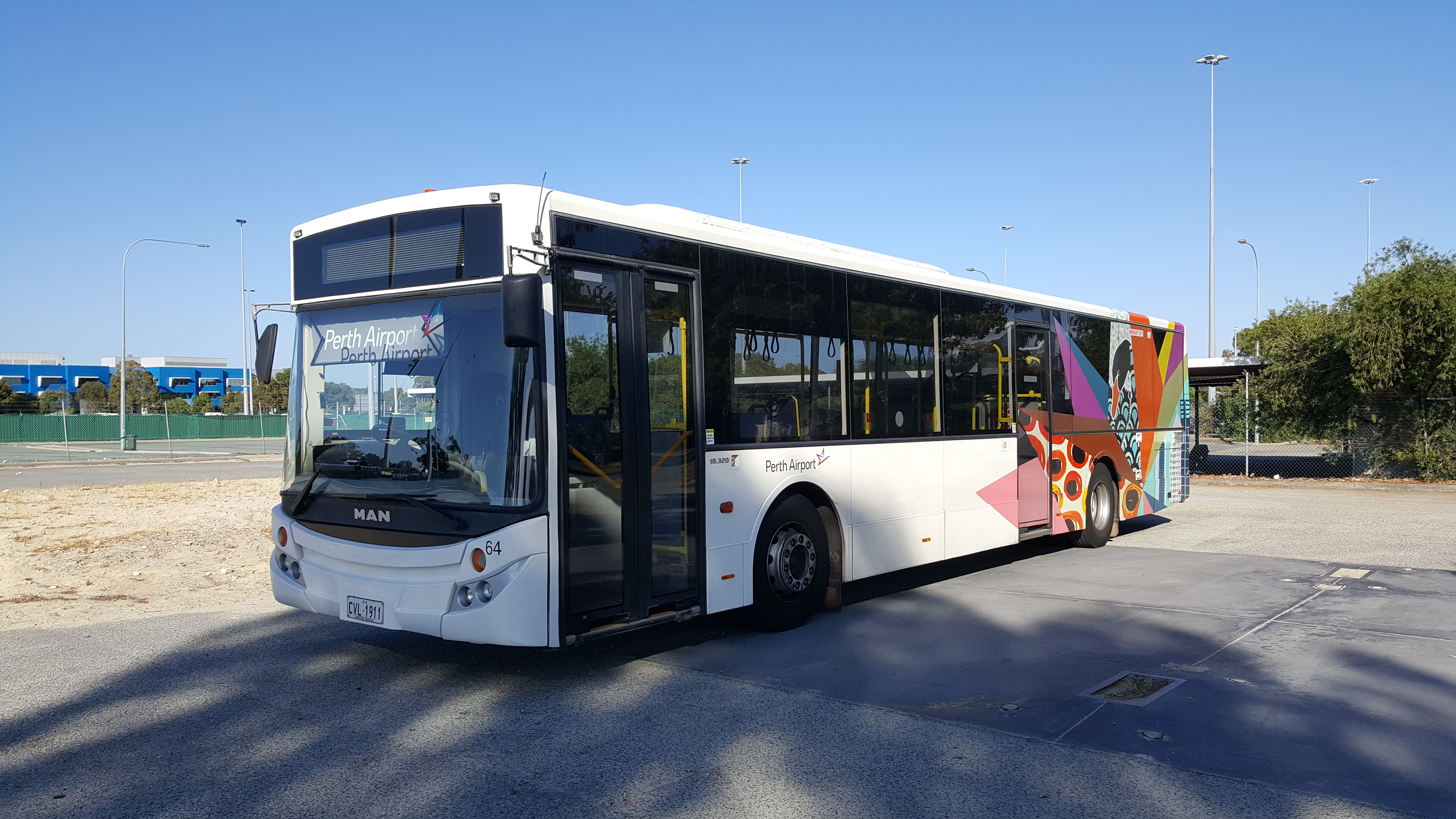
MCV Elite C130

### バス
Mini & Midi（中大型）
- Mini & Midi MCV 240
- Mini & Midi MCV 260
- Mini & Midi MCV 260 L
- Mini & Midi MCV 260 R
- Mini & Midi MCV 260 T
- Mini & Midi MCV 220
- Mini & Midi MCV 230
- Mini & Midi MCV E10

Transport（送迎）
- Transport MCV 400
- Transport MCV S115
- Transport MCV S121
- Transport MCV S124
- Transport MCV E40
- Transport MCV E25

Coach（長距離バス）
- Coach MCV 800 - 2階建て車両
- Coach MCV 600 3 Axles - 3軸車両
- Coach MCV 600
- Coach MCV 500 Euro 3（欧州環境基準）
- Coach MCV 500 Euro 6
- Coach MCV 400 L
- Coach MCV 450
- Coach MCV 523

City Bus（路線バス）
- City Bus MCV C120
- City Bus MCV C120 SLE
- City Bus MCV C120 LE
- City Bus MCV C123 Evora
- City Bus MCV C123 Hybrid
- City Bus MCV DD103 - 2階建て車両
- City Bus MCV eVoSeti Low Bridge - 2階建て車両
- City Bus MCV eVoSeti Provincial - 2階建て車両
- City Bus MCV eVoSeti Demountable - 2階建て車両、オープントップ
- City Bus MCV D123 RLF - 2階建て車両

Special Application（Apron Bus 空港バス）
- Special Application (Apron Bus) AP - 15
- Special Application (Apron Bus) AP – 12

### トラック
Actros 大型トラクター
- Actros 2142S
- Actros 3342S
- Actros 3348S
- Actros 4048S

Arocs（大型ショートキャブ）
- Arocs 2136 - トラクター
- Arocs 4048L - トラクター
- Arocs 4048K - ダンプカー

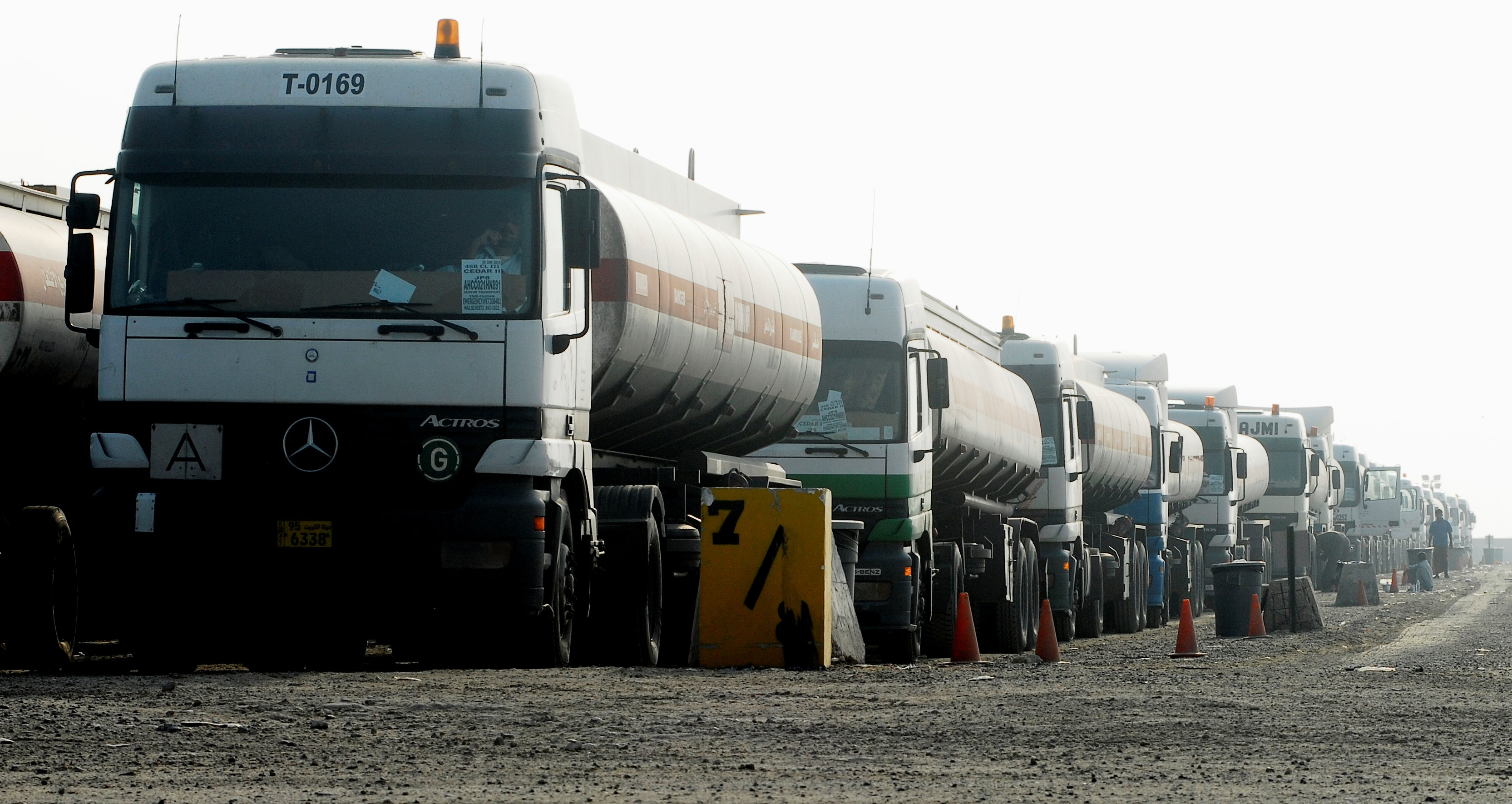
イラクでアメリカ軍の検問待ちをするMCVで製造されたアクトロスのコンボイ

- Arocs 4140B - リープヘル製ミキサー車

Atego（中型ショートキャブ）
- Atego 1725
- Atego 1418

Accelo（小型）
- Accelo 915

バン
- Sprinter 415 CDI - マイクロバス、救急車、貨物
- Sprinter 515 CDI - マイクロバス